# George Morel
George Morel (* 20. September 1967 in New York) ist ein DJ und Produzent in der elektronischen Musikszene.

## Leben
Morel ist puerto-ricanischer Abstammung und war als DJ bereits auf zahlreichen Veranstaltungen, unter anderem auf Ibiza (Amnesia, El Divino, Space) und auf der Loveparade vertreten. Auch in Radiosendungen, wie zum Beispiel in der Hr3 clubnight legte er 1995 auf. Seine DJ-Karriere begann in den New Yorker Clubs Red Zone, Palladium, Traxs und Save the Robots. Morel legte auch beim Camel Air Rave auf, bei dem ein gechartertes Flugzeug von Deutschland nach Griechenland flog, während an Bord eine Rave-Party stattfand.
1989 entstand seine erste Produktion mit dem mittlerweile verstorbenen David Cole – Our Love Is Over (featuring Dee Halloway). Im folgenden Jahr entstand der Track From 2 In A Room.
Er war bereits an Produktionen von Künstlern wie Mariah Carey beteiligt. 1992 wurde Morel A&R-Vizepräsident des Labels Strictly Rhythm Records. Unter diesem Label entstanden die meisten seiner Produktionen, während derer er mit Künstlern wie Felix da Housecat, Armand van Helden, Josh Wink und DJ Pierre zusammenarbeitete.
Morel hat für Künstler wie Sin with Sebastian und U 96 Remixe angefertigt. Für seine Arbeit unter dem Label wurde Morel mit dem Billboard Music Award ausgezeichnet.